# Xanthorhoe abrasaria
Xanthorhoe abrasaria là một loài bướm đêm trong họ Geometridae.